# Kaluz
Kaluz (legalmente Grupo Empresarial Kaluz, S.A. de C.V.) es un conglomerado de empresas multinacionales mexicanas dedicadas a los servicios financieros, materiales de construcción y petroquímicos con sede en Cuauhtémoc, Ciudad de México y siendo administrado por la familia Del Valle Perochena.
Las empresas que Kaluz administra en México son Orbia Advance Corporation, dedicada a los petroquímicos; Grupo Financiero Ve por Más, siendo una institución de banca y Elementia, este último es administrado conjuntamente con Grupo Carso, se dedica a los materiales de construcción. En Estados Unidos administra el banco Byline Bank. Cuenta con un fondo de «Fondo de Inversión Social» operado por Fundación Kaluz dedicada a actos de filantropía.

## Historia

### Orbia Advance Corporation
En 1953 un grupo de inversionistas mexicanos y estadounidenses funda Cables Mexicanos S.A. para satisfacer un creciente mercado mexicano de cables de acero de alto carbono. Y en 1960 cambia su nombre a Aceros Camesa. En 1978 Se crea una empresa de control llamada Grupo Industrial Camesa, se convierte en una sociedad anónima y se cotiza en la Bolsa de Valores de México. En 1999 el Grupo Empresarial Privado Mexicano (GEPM) desaparece al fusionarse con Camesa. 
En 2004 Camesa adquiere Química Flúor, una empresa productora de ácido fluorhídrico, que se utiliza en una amplia variedad de productos, desde teflón hasta refrigerantes y medicamentos, lo que convierte a la empresa en el mayor productor de ácido fluorhídrico de América y también adquiere Grupo Primex, el principal productor de resinas de PVC en México y América Latina, así como un productor de plastificantes, anhídrido ftálico, resinas y compuestos plásticos. En 2005 se vende Aceros Camesa y Grupo Industrial Camesa cambia su nombre a Mexichem. En 2006 Mexichem adquiere Bayshore Group – su primer negocio internacional. La adquisición de este negocio de compuestos de PVC con operaciones en los Estados Unidos, se convierte en el primer paso de Mexichem para convertirse en una empresa global.  En 2007 Mexichem adquiere Amanco, el principal productor latinoamericano de sistemas de tuberías y accesorios de PVC para el transporte de fluidos, principalmente agua; igualmente Mexichem adquiere Petroquímica Colombiana (PETCO), un proveedor global de resinas de PVC, lo que le permite producir el producto de manera más rentable. Y Mexichem adquiere el 50% de las acciones de C.I. Geon Polímeros Andinos. En 2008 adquiere DVG, Industria e Comércio de Plásticos (Plastubos), un productor de tubos rígidos de PVC utilizados para el transporte de agua potable y aguas residuales; el negocio de fluorita de Río Verde, plantas de producción y dos concesiones mineras de fluorita de grado ácido; Quimir, empresa mexicana de fosfatos de sodio; Geotextiles del Perú, S.A., un productor peruano de geotextiles; Fiberweb Bidim Industria e Comércio de Não-Tecidos, el líder de Brasil en productos no tejidos para la industria de los geotextiles; y Colpozos, la empresa líder de riego y perforación de pozos en Colombia, aumentando sus soluciones sostenibles en materia de agua. En 2009 adquiere Tubos Flexibles, una empresa mexicana con cuatro plantas que produce tuberías y conexiones de PVC y el 50% restante de las acciones de C.I. Geon Polímeros Andinos.
El 7 de agosto de 2017, Mexichem anuncia la adquisición de la empresa israelí Netafim de Permira Holdings, Ltd. con un monto de $1,500 millones de dólares.
El 4 de septiembre de 2019, Mexichem anuncia que renombraría su compañía como Orbia Advance Corporation, añadiendo que este sector de calificación en la Bolsa Mexicana de Valores cambiando para materiales a industrial. En 2020 Orbia lanza la primera actualización de su ImpactMark: una representación visual del compromiso a largo plazo de la empresa con las personas, el planeta y las ganancias y su progreso en seis indicadores clave de desempeño durante los tres años anteriores.